# WTA 125K 2013
WTA 125K 2013 představoval druhý ročník mezinárodních tenisových turnajů v rámci série WTA 125, střední úrovně ženského profesionálního tenisu organizované Ženskou tenisovou asociací (WTA). Okruh zahrnoval pět turnajů, z nichž čtyři probíhaly v Asii a jeden v Latinské Americe.
Série se odehrávala od února do listopadu 2013. Každá událost měla rozpočet 125 000 dolarů, což odráželo pojmenování tohoto okruhu. Původně plánovaný šestý turnaj Royal Indian Open v indickém Puné byl zrušen. Nejvyšší počet dvou turnajů vyhrála Číňanka Čang Šuaj, která jako jediná v ročníku ovládla singlovou i deblovou soutěž. 

## Přehled turnajů
| Týden od     | Turnaj                                                                                 | Vítězky                                             | Finalistky                                   | Semifinalistky                          | Čtvrtfinalistky                                                                           |
| ------------ | -------------------------------------------------------------------------------------- | --------------------------------------------------- | -------------------------------------------- | --------------------------------------- | ----------------------------------------------------------------------------------------- |
| 11. února    | Copa Bionaire Cali, Kolumbie 125 000 $ – antuka 32S/16Q/16D                            | Lara Arruabarrenová 6–3, 6–2                        | Catalina Castañová                           | Elina Svitolinová Paula Ormaecheaová    | Mariana Duqueová Sesil Karatančevová Alexandra Panovová Teliana Pereirová                 |
| 11. února    | Copa Bionaire Cali, Kolumbie 125 000 $ – antuka 32S/16Q/16D                            | Catalina Castañová Mariana Duquová 3–6, 6–1, [10–5] | Florencia Molinerová Teliana Pereirová       | Elina Svitolinová Paula Ormaecheaová    | Mariana Duqueová Sesil Karatančevová Alexandra Panovová Teliana Pereirová                 |
| 5. srpna     | Suzhou Ladies Open Su-čou, Čína 125 000 $ – tvrdý 32S/16Q/16D                          | Šachar Pe'erová 6–2, 2–6, 6–3                       | Čeng Saj-saj                                 | Tímea Babosová Misaki Doiová            | Tamarine Tanasugarnová Čou I-miao Čang Šuaj Eri Hozumiová                                 |
| 5. srpna     | Suzhou Ladies Open Su-čou, Čína 125 000 $ – tvrdý 32S/16Q/16D                          | Tímea Babosová Michaëlla Krajiceková 6–2, 6–2       | Chan Sin-jün Eri Hozumiová                   | Tímea Babosová Misaki Doiová            | Tamarine Tanasugarnová Čou I-miao Čang Šuaj Eri Hozumiová                                 |
| 23. září     | Ningbo International Women's Tennis Open Ning-po, Čína 125 000 $ – tvrdý 32S/16Q/16D   | Bojana Jovanovská 6–7(7–9), 6–4, 6–1                | Čang Šuaj                                    | Johanna Larssonová Yvonne Meusburgerová | Anna Karolína Schmiedlová Johanna Kontaová Jaroslava Švedovová Anabel Medina Garriguesová |
| 23. září     | Ningbo International Women's Tennis Open Ning-po, Čína 125 000 $ – tvrdý 32S/16Q/16D   | Čan Jung-žan Čang Šuaj 6–2, 6–1                     | Iryna Burjačoková Oxana Kalašnikovová        | Johanna Larssonová Yvonne Meusburgerová | Anna Karolína Schmiedlová Johanna Kontaová Jaroslava Švedovová Anabel Medina Garriguesová |
| 28. října    | Nanjing Ladies Open Nanking, Čína 125 000 $ – tvrdý 32S/16Q/16D                        | Čang Šuaj 6–4skreč                                  | Ajumi Moritová                               | Jarmila Gajdošová Yanina Wickmayerová   | Wang Čchiang Anna Karolína Schmiedlová Čeng Saj-saj Anna-Lena Friedsamová                 |
| 28. října    | Nanjing Ladies Open Nanking, Čína 125 000 $ – tvrdý 32S/16Q/16D                        | Misaki Doiová Sü I-fan 6–1, 6–4                     | Jaroslava Švedovová Čang Šuaj                | Jarmila Gajdošová Yanina Wickmayerová   | Wang Čchiang Anna Karolína Schmiedlová Čeng Saj-saj Anna-Lena Friedsamová                 |
| 4. listopadu | OEC Taipei WTA Ladies Open Tchaj-pej, Tchaj-wan 125 000 $ – koberec (hala) 32S/16Q/16D | Alison Van Uytvancková 6–4, 6–2                     | Yanina Wickmayerová                          | Dinah Pfizenmaierová Luksika Kumkhumová | Jekatěrina Byčkovová Katarzyna Piterová Petra Martićová Čeng Saj-saj                      |
| 4. listopadu | OEC Taipei WTA Ladies Open Tchaj-pej, Tchaj-wan 125 000 $ – koberec (hala) 32S/16Q/16D | Caroline Garciaová Jaroslava Švedovová 6–3, 6–3     | Anna-Lena Friedsamová Alison Van Uytvancková | Dinah Pfizenmaierová Luksika Kumkhumová | Jekatěrina Byčkovová Katarzyna Piterová Petra Martićová Čeng Saj-saj                      |

## Rozpočet a body
Celková dotace událostí činila 125 000 dolarů, což odrážel název série. Ubytování a stravování – tzv. hospitality, byly na turnajích automaticky zajištěny organizátory. Šampiónka dvouhry a každá z vítězek čtyřhry si připsala 160 bodů, finalistky pak 117 bodů.
| dvouhra | 160 | 117 | 85 | 44 | 22 | 1 | 6 |
| čtyřhra | 160 | 117 | 85 | 44 | 1  | — | — |

## Přehled titulů

### Tituly podle tenistek
| celkem | tenistka              | dvouhra | čtyřhra | dvouhra | čtyřhra |
| ------ | --------------------- | ------- | ------- | ------- | ------- |
| 2      | Čang Šuaj             | ●       | ●       | 1       | 1       |
| 1      | Lara Arruabarrenová   | ●       |         | 1       | 0       |
| 1      | Šachar Pe'erová       | ●       |         | 1       | 0       |
| 1      | Bojana Jovanovská     | ●       |         | 1       | 0       |
| 1      | Catalina Castañová    |         | ●       | 0       | 1       |
| 1      | Mariana Duquová       |         | ●       | 0       | 1       |
| 1      | Tímea Babosová        |         | ●       | 0       | 1       |
| 1      | Michaëlla Krajiceková |         | ●       | 0       | 1       |
| 1      | Čan Jung-žan          |         | ●       | 0       | 1       |
| 1      | Misaki Doiová         |         | ●       | 0       | 1       |
| 1      | Sü I-fan              |         | ●       | 0       | 1       |

### Tituly podle státu
| Celkem | Stát       | dvouhra | čtyřhra |
| ------ | ---------- | ------- | ------- |
| 3      | Čína       | 1       | 2       |
| 1      | Španělsko  | 1       | 0       |
| 1      | Izrael     | 1       | 0       |
| 1      | Srbsko     | 1       | 0       |
| 1      | Kolumbie   | 0       | 1       |
| 1      | Maďarsko   | 0       | 1       |
| 1      | Nizozemsko | 0       | 1       |
| 1      | Tchaj-wan  | 0       | 1       |
| 1      | Japonsko   | 0       | 1       |